# 幻想鄉
幻想鄉（日语：／ Gensōkyō）是同人社團上海愛丽絲幻樂團製作的彈幕射擊遊戲東方Project中的架空世界。東方Project的故事以在幻想鄉發生的各種事件為主題。

## 解說
幻想鄉位於東方國家的邊境之中，是以日本東北及四國為原型的地區。各種非人的生物，例如妖怪都住在這裡，亦有少數人類居住於此地。由於有強大的結界將幻想鄉外部遮斷，幻想鄉外部無法確認幻想鄉的存在，同时無法由外部進入幻想鄉。同樣幻想鄉內部也無法確認幻想鄉外部的樣貌，亦不能離開幻想鄉。因此，妖怪們在此建立了一個與外地相異的文明。另外，幻想鄉只是以結界把內外隔離，並非異次元或是異世界，而是存在於現實的世界。幻想鄉位於內陸，是沒有海的。

## 歷史

### 幻想鄉與外界隔離之前
從前幻想鄉並未以結界將內外分離，被人以「東之國中遠離人里的邊境之地」（東の国にある人里離れた辺境の地）稱呼。由於幻想鄉內住有妖怪，不慎誤闖此地的人會被妖怪抓起來吃掉，所以人們懼怕著這個地方，普通的人都不會接近。不過，也有一些人為了退治這些妖怪而在幻想鄉中居住以對抗這些妖怪。隨著時間過去，人類數量因文明發展起來而劇增。到了500年前，妖怪的賢者．八雲紫擔心人類再增長下去的話會導致幻想鄉的平衡崩潰，於是建立「虛幻與現實的境界」，招引外界的妖怪前來幻想鄉，使得妖怪與人類的勢力獲得了平衡。到了明治時代，近代文明發展起來，將非科學的事象稱為「迷信」並加以排斥，於是幻想鄉內的妖怪和那些僅有的人類一起建立了強大的結界，並在那裡安靜地生活。從此以後，幻想鄉的各種事物就在人們的記憶中消逝而去了。

### 現在的幻想鄉
與以前一樣，都是住著許多妖怪和少數的人類。由於以結界將幻想鄉閉鎖了，於是此地發展起一個完全異於外界，以精神、魔法為中心的獨特文明。雖然當初很多妖怪反對建立結界，但現在也明白到結界的重要性，繼續就此生活。現在的幻想鄉中，由於人類與妖怪的平衡關係，不再出現妖怪經常捕食人類的情況，有時候也會有妖怪來到人類村落遊玩，或是獲人類邀請到來他們的家中。只是幻想鄉內仍會有妖怪吃人，人類進行妖怪退治的情況。為了保全幻想鄉內全體力量與平衡，於是就以這樣擬似的、形式化的關係繼續下去。

### 結界
現在幻想鄉周圍共張開了2種結界，第一種是「虛幻與現實的境界」，另一種是「博麗大結界」。
虛幻與現實的境界
「虛幻與現實的境界」（幻と実体の境界）是500年前由於由八雲紫策劃、實行的「妖怪擴張計劃」而建立的。可以令各種妖怪，包括非日本的妖怪能知道幻想鄉的所在之處，使他們前來幻想鄉。不只是妖怪，其他生物、道具、建築物等，正在外界消失的事物也會遷移到幻想鄉之內。
博麗大結界
「博麗大結界」（博麗大結界）是一百几十年前為了遮斷與外界的連繫而由博麗的巫女建立、維持的。據《求聞史紀》的「獨白」(pp. 152–155)所述，博麗大結界是「常識的結界」，分明外界與幻想鄉的「常識」與「非常識」，外界的「常識」定義為幻想鄉的「非常識」、外界的「非常識」則定義為幻想鄉的「常識」。「幻想鄉風土記 （页面存档备份，存于）」認為是僧侶們為了防止妖怪入侵人間之里而展開這結界。稗田阿求在《求聞史紀》的「幻想鄉緣起」則說明了是各個賢者，包括八雲紫提議建立而成的。
其他
另外尚有溝通現世與冥界間的「幽明結界」，參見下文章節「冥界」一段。

### 曆法
幻想鄉是跟隨外界由採用農曆轉為大陽曆的。另外由於滿月對妖怪們來說非常重要，也有人制訂了根據月的圓缺、月光的顏色及緣的周期而作的「妖怪大陰曆」，只不過採用此曆的妖怪並不算多。妖怪太陰曆的最小單位並非一日而是一個月，而且會有稱為十三月的閏月，一個循環就是60年。
幻想鄉是採用「第○季」的形式記載的。《紅魔鄉》時為第一百一十八季，《妖妖夢》《萃夢想》《永夜抄》時為一百一十九季，《花映塚》時為一百二十季，《幻想鄉緣起》公開時為一百二十一季，《風神錄》時為一百二十二季，《緋想天》《地靈殿》時為一百二十三季。

### 異變
幻想鄉一直以來出現過幾次奇怪事件或現象，這些都被稱為「異變」（日語：異変）。東方Project系列作品都是以這些異變作主題的。原因多數都是因為妖怪們的各種理由而作的，異變開始之後，基本都是由博麗神社的巫女博麗靈夢出發調查，找出犯人加以懲罰。有時會有像霧雨魔理沙的人物一起解決異變。異變之中，精靈或是妖精的力量都會大幅增強，就算是一介妖精都能把靈夢打倒。解決大異變後，經常都會再發生小規模的騷動。

#### 作中有登場的異變
紅霧異變
紅霧異變是在《東方紅魔鄉 ～ the Embodiment of Scarlet Devil.》一作中發生的異變。
時間點是第一百一十八季的夏天。幻想鄉被一股紅色的妖霧籠罩著，使得太陽不能照到地面，令到幻想鄉即使到了夏天依然很寒冷。普通人只能忍受這股紅霧30分鐘，很多人都留在家中以避開這股紅霧。異變的犯人是同作品中的最終頭目蕾米莉亞·斯卡蕾特。由於她被太陽光直射會導致皮膚氣化，於是放出這股紅霧，方便自己外出。
這股霧持續了半個月，霧開始擴散到幻想鄉以外。擔心因紅霧飄到幻想鄉外，使得外界知道幻想鄉存在的博麗靈夢就動身找出異變的原因。霧雨魔理沙也出發了。這次異變中，蕾米莉亞也首次在符卡規則下戰鬥，使得符卡規則逐漸普遍起來，以後幻想鄉的人們都遵守著符卡規則戰鬥。
春雪異變
春雪異變是《東方妖妖夢 ～ Perfect Cherry Blossom.》一作中發生的異變。
時間點是第一百一十九季的春天。即使到了春天的季節仍然彌漫著冬天的氣息，到了5月仍未見春天來臨，還是持續下雪。異變的犯人是同作品中的最終頭目西行寺幽幽子，但解除幽冥結界的是八雲紫。從以前起她就對一棵名為「西行妖」的櫻花樹下的一具屍體產生興趣，由於該棵櫻花樹長年不開花，於是幽幽子收集「春度」到冥界之中，希望令那棵樹開花，從而看看屍體會否復活。這次異變亦成為伊吹萃香引起另一場異變的契機。
這次的異變可以分成兩種：靈夢等人奪回「春度」，並久違的賞櫻大會作結，異變成功解決；但冥界的依然與現界相通（幽冥結界未復原），八雲紫好像也是故意至麼做的，因此異變暫且擱置。
幽靈騷動
春雪異變後由於冥界與現世間的結界減弱，幽靈們發現了幻想鄉，於是再引起這次異變。由於這次異變無法解決而被擱置一旁，最後由魂魄妖夢將幽靈送回原來的地方，解決了這場異變。
每隔三日的百鬼夜行
春雪異變與永夜異變間，《東方萃夢想 ～ Immaterial and Missing Power.》一作中發生，人們每隔三日就開一次宴會，每次宴會都彌漫著奇怪的霧的異變。
時間點是第一百一十九季的初夏。雖然伊吹萃香和射命丸文都稱之為百鬼夜行，但此異變沒有給予正式的名稱。異變的犯人是同作品中的最終頭目伊吹萃香。由於每次都賞花宴會只持續很短時間，於是她就讓人們不停地舉行宴會，本人則利用自己的能力化為霧狀，享受宴會時的氣氛。伊吹萃香是於數百年前已被人類趕離幻想鄉的鬼族一份子，在此異變之前，無人知道幻想鄉仍有鬼存在。本次異變以靈夢等人將萃香打敗作結。
永夜異變
永夜異變是《東方永夜抄 ～ Imperishable Night.》一作中發生的異變。
時間點是第一百一十九季的秋天。黑夜持續，沒有白天。其中的詳細原因，除了異變關係者以外都不清楚。實際這是「儘管到了應是滿月的日子，但沒有滿月反而出現了初月的異變」，所以把時間停在夜晚以便解決而出現的異變。雖然滿月不出現對人類沒有問題，但太陽不出現的話對妖怪來說是一件大問題。將滿月隱藏了的犯人是同作品中的最終頭目八意永琳，而使黑夜持續的不是他人，正是玩家操作的角色。作中的第四關，博麗靈夢或霧雨魔理沙會起來指責玩家操作的角色引起是次異變並展開攻擊。
玩家的角色為了要趕在滿月過去之前解決異變，所以將時間停在夜晚。由於停止的只是時刻，實際上只是停止了天蓋的運行，停止了的時刻仍會隨著時間繼續前進。由於真正的月亮被掩蓋了，因此八意永琳使用秘術「天文密葬法」製造出假的夜空，並在天空映照出假的月亮。即使不解決異變也好，假的初月也會在翌日作為假的滿月升上空中，望上去會看見是一個紅色的遠古月亮幻影，對妖怪來說也是一點點的懷念。
因為鈴仙接到了回歸月球的召令，永琳害怕月之使者會帶走輝夜，因此引發了這次異變，原因就是為了讓月之使者找不到永遠亭。
如果假的月亮升上空中，月球的使者就不能來到地上，地上的人也不能入侵月球了。但有沒有引發異變都是無差的，因為幻想鄉是封閉空間，除非是經過紫的隙間，或是運氣好著陸幻想鄉（儚月抄的「泠仙」），否則是無法察覺或到達幻想鄉的。本次異變以靈夢等人打敗永琳、輝夜，解除地上密室之術（「天文密葬法」）、難得的一次丑三時試膽作結，並遇見了白澤化的慧音和藤原妹紅。
六十年周期的大結界異變
六十年周期的大結界異變是《東方花映塚 ～ Phantasmagoria of Flower View.》一作中發生的異變。
時間點是第一百二十季的春天。每隔60年，外界的幽靈數量大增，還曆（干支回到起點重新計算）時出現的「結界緩和」現象，使得幻想鄉中所有的花不問季節同時開花，同時幻想鄉出現了大量的幽靈。三途川的嚮導－死神小野塚小町不能一次將所有幽靈送到閻羅王那裡審判，因此無可依歸的幽靈只有憑依在花朵中，使得各種花朵都盛開來。這次異變並非人為產生，只要等待時間過去，即可讓幻想鄉慢慢回復原狀，令異變結束。
博麗神社大地震
博麗神社大地震是《東方緋想天 ～ Scarlet Weather Rhapsody.》一作中發生的異變。時間點是第一百二十三季的初夏。突如其來的地震，把博麗神社震至倒塌。雖然如此，其他地區卻絲毫沒有損傷。引起異變的是本作的最終頭目比那名居天子。天子對於自己在天界的生活感到很不滿，認為太過空閒，於是抱著「讓我弄個異變出來讓人類來解決吧」的想法，在博麗神社處引發了地震起來。天子能夠引發各種氣候現象，她手上持有的「緋想之劍」（緋想の剣），能夠準確斬擊「氣質」的弱點，並將它化為「緋色之霧」（緋色の霧），以確認現在的氣候狀況。天子能夠將那些緋色的雲集在一起，以自身所擁有的氣質改變周圍的天氣，引起異常氣象。另外，西行寺幽幽子和小野塚小町兩人能察覺到是氣質使天氣反常，她們也能讀得他人所持的氣質。本次異變以天子在天界的一場小小宴會作結。
噴泉異變
噴泉異變是《東方地靈殿 ～ Subterranean Animism.》一作中發生的異變。
時間點是第一百二十三季的冬天。博麗神社附近突然出現了噴泉，同時湧出大量怨靈。噴泉出現的原因是地底中水因灼熱地獄的熱力增強而沸騰，從地面溢出來。而使灼熱地獄的勢力增強的是同作品中的最終頭目靈烏路空。空本身是守矢神社在妖怪之山所進行的能源（核能源）開發計畫的一部分，被選中並植入代表太陽的八咫鳥的力量，但在兩位神祇沒有注意到的情況下（原本是希望空能夠把增強的力量擴展到地面上讓河童進行利用，但似乎被空誤解了），起了征服地上的念頭。而怨靈是燐為了讓地面的妖怪注意到地下所發生的事情而放出並做為求援的訊息。
事件後怨靈停止湧出，但空無法使高溫的間歇泉遏止。本次異變以靈夢和魔理沙解決、到守矢神社交涉後作結。
神靈異變
神靈異變是《東方神靈廟 ～ Ten Desires.》一作中發生的異變。
時間點是一百二十六季的春天。正是櫻花開的最旺盛的時候，一種類似「靈」的東西不斷冒出來。這東西既不是冥界的幽靈、也不是地靈殿的怨靈，而是一種稱為「神靈」的升格靈體。靈夢雖然不以為意，但是真的出事的話全部的責任都會落在她身上。聽從幽幽子的意見，調查了命蓮寺墓場，並發現地底埋藏了大祀廟。異變的原因是因為豐聰耳神子復活的自然現象，最後靈夢跟神子進行一場無敵意的交戰後作結。神子之後遷居仙界，並不斷向幻想鄉推廣道教（主要是人類），並確保命蓮寺的妖怪不會亂來。
另外，在《東方風神錄 ～ Mountain of Faith.》（簡稱《風神錄》）一作中，博麗靈夢和霧雨魔理沙二人因異變以外的原因而出擊。

#### 其他異變或事件
以下所舉的異變和事件都只存在於作品的設定，並無實際登場。
幻想月面戰爭騷動
千年以前，八雲紫在湖的水面映照出滿月的虛實境界把月球與幻想鄉連接起來，引領當時數量眾多的妖怪透過湖中的滿月入侵月球。但他們不敵月球的先進近代兵器而被打敗。從此之後，幻想鄉的妖怪便很少侵攻外界了。
大結界騷動
百多年前，由於八雲紫決議建立博麗大結界，惹來很多妖怪反對，引致妖怪們互相對立、戰鬥。在這場騷動期間由於妖怪停止了捕食人類，所以贏得人類的稱讚。妖怪們得知「博麗大結界對妖怪來說是好事」後，騷動就逐漸平息了。由於幻想鄉與外界隔絕，妖怪不能到幻想鄉外捕食人類，於是規定了妖怪不能隨便捕食人類，並為不能自給糧食的妖怪供給食物。這使得妖怪的力量大為減弱。
吸血鬼異變
吸血鬼異變是吸血鬼們企圖支配幻想鄉而起的紛爭。由於當時妖怪力量衰落，吸血鬼仍持著強大的力量，所以很多妖怪都敗給吸血鬼，成為吸血鬼的手下。最後吸血鬼被幻想鄉最強大的妖怪們聯手壓制起來。之後雙方商議定立「吸血鬼條約」（吸血鬼条約），以准許人類作為吸血鬼的食糧為代價，限制吸血鬼的活動。以這場事件為契機，妖怪們與博麗靈夢協議，商討應制定怎樣的戰鬥規則。就樣這樣制定了稱為「符卡規則」（スペルカードルール）的戰鬥規條。
官方並沒有加以說明是哪名吸血鬼引起這次異變，一般都相信是蕾米莉亞·斯卡蕾特所為。《求聞史紀》（p.77）中阿求述說是「確認在幻想鄉存在的吸血鬼」，即斯卡蕾特姐妹，不過現時為止在東方世界中存在的吸血鬼（除了舊作）就只有蕾米莉亞以及芙蘭朵露而已。阿求在《幻想鄉緣起》中推測在蕾米莉亞出現在幻想鄉之前，「吸血鬼條約」已經成立。ZUN的官方記載沒有說明，而在キャラ☆メル的創刊號（小說《儚月抄》第1話連載的號）中110-111頁揭載了的東方Project介紹中，就說明是蕾米莉亞引起這場異變。
第二次月面戰爭
第二次月面戰爭是《東方儚月抄》中發生的異變。《永夜抄》的3年後，謠傳原是月球人的蓬萊山輝夜、八意永琳、鈴仙·優曇華院·稻葉與地上人一起侵攻月球。當然，雖然永琳們已對月球沒有感覺，並不完全想進攻月球，但的確有些想利用永琳的勢力存在，永琳正是在對付那些勢力。另一方面，八雲紫趁著這個機會，與博麗靈夢以及其他妖怪計劃一起進攻月球。結果是靈夢及紫的隊伍分別被綿月姊妹擊敗，但西行寺幽幽子和魂魄妖夢趁隙從綿月姊妹的家裡偷走了存放有千年之久的雪見酒，並回到幻想鄉，算是幻想鄉在第二次月面戰爭的無血勝利。
原本八雲紫就知道要只憑妖怪的能力，極難和月球的高科技及兩位月之使者對抗，因此她的目的就只是讓綿月姊妹「囧」掉，作为小小的報復一下而已，結果也真是如此。
最後結局靈夢、紫等人一起在紅魔圖書館內的游泳池（帕秋莉弄出來的「海」）用偷來的酒開了一場慶功宴，和月球上綿月姊妹傻傻望著空架的囧樣形成對比。
註：「第一次月面戰爭」是指幻想月面戰爭騷動。

### 關於史料
有說「幻想鄉是沒有歷史的」（幻想郷に歴史はない）。這大概因為幻想鄉的歷史就是妖怪的歷史，而每個作為當事人的妖怪的壽命都非常長，所以難以將他們的事稱為歷史。即使如此，幻想鄉中都有一些記載日常事物的歷史書及出版物等。
幻想鄉緣起
一千二百年前，由稗田阿禮轉生而成的稗田阿一，為人類寫了一本記載妖怪身體特徵和弱點的書。之後她一直轉生，並一直寫下新的內容，現在的稗田阿求寫的是第九作。雖然第九作《幻想鄉緣起》已經完成並且公開，但也正在為下一次轉生而繼續作出編纂。為了幻想鄉的和平，阿求將它作為讀物的意義加強，將妖怪們的自我介紹也收錄進去，強調妖怪的可怕，所以出現了一些偏離事實的內容。還有，由於這些是以阿求自己的知識範圍寫作，當中的內容可能含有猜測、誤解。這也是稗田求蓄積逾一千二百年的龐大資料。
而《東方求聞史紀 ～ Perfect Memento in Strict Sense.》一作的書籍內容就設定為《幻想鄉緣起》已經公開的內容。
幻想鄉風土記
這是由幻想鄉的人類編纂而成的《風土記》。《妖妖夢》一冊就設定是「某時刻的某節錄」，因為經由多人手中編改，使得當中資料可信性偏低，但幻想鄉的人們仍以它所為他們所熟知的歷史。博麗神社社務所所編寫的內容則以第九作的《幻想鄉緣起》作為參考，並非《幻想鄉風土記》的。
天狗的新聞
妖怪之山的天狗所發行的新聞。這些主要是以個人情感創作，常常寫得非常生動。射命丸文發行的《文文。新聞》（文々。新聞）雖然主要以幻想鄉中的妖怪少女們的話題為主，但只報道親自採訪回來的新聞。《文花帖》（書籍）就刊登了《文文。新聞》的頭條。另外稗田阿求也有引用了《文文。新聞》的刊登內容來編寫《幻想鄉緣起》。
東方香霖堂
香霖堂的店主——森近霖之助的日記。霖之助將可以作為歷史和不能夠作為歷史的資料全部寫在一本書上出版。霖之助每天的事情和思考都在《東方香霖堂 ～ Curiosities of Lotus Asia.》記述，他的理論也是基於他自己的推理的。
上白澤慧音的歷史書
由於擔心人們被不正確的資料誤導，於是上白澤慧音自己編寫教科書，在人間之里開設私塾教授歷史。在滿月中化成白澤收集到幻想鄉中的知識的時候，就會進行這項工作。但當中內容並沒有在東方Project系列中出現。

## 建築物與場景

### 博麗神社
博麗神社（日语：／）是位於幻想鄉的最東邊的神社。博麗神社位於大結界的邊界上，嚴格來說博麗神社並不在幻想鄉內。由於是位於邊界上，所以經常會有很多外界的物品從這裡流入幻想鄉，所以神社周圍不時都有妖怪和人類前來收集這些物品。另外，由於神社內不受結界力量影響，《永夜抄》的Final A路線結局中描述神社內外的觀月方法都不同（這時永夜異變仍然持續）。
現在博麗靈夢住在那裡，鳥居在博麗神社的東邊，因迷途誤闖幻想鄉的外來人來到這裡會由靈夢引領回到外界。由於規定了神社內妖怪不能襲擊一般人，被妖怪追殺的人類會來到這裡避難。由於靈夢不論人妖都歡迎的性格，使得神社附近經常聚集不同的妖怪，於是人們以「妖怪神社」稱呼博麗神社，更有說妖怪把神社給佔據了。因為這樣，神社總是缺乏人們來參拜，靈夢經常嘆息匯聚不到人們的信心(香油錢)，不過當《風神錄》中被發出停止營業要求的時候，她不太在意。
《東方靈異傳 ～ Highly Responsive to Prayers.》的第1-5關以及《東方封魔錄 ～ the Story of Eastern Wonderland.》的第1關都是以博麗神社作為舞台的。
作為守矢神社的分社
《風神錄》當中，八坂神奈子計劃回復自家神社的信仰，其中一個步驟就是在幻想鄉內建立守矢神社的分社。靈夢考慮一下後接受。於是博麗神社為人們帶來了風雨、五穀豐穰、武運等利益，所以漸漸為人好評，開始有人前來參拜。
博麗神社附近
在通往博丽神社的道路也叫做“兽道”，原因即为沿路有许多的妖怪，这也是人类和一般的妖怪很少来到博丽神社参拜（这就是博丽灵梦穷的原因），同时博麗神社附近每逢夜晚都會出現惡靈和怪物。神社西邊有墓地，藉由在東邊的彼岸升起並落在西邊墓地的太陽以抑制這些靈魂。神社的後山則有通向夢幻世界的湖及作為魔界之門的洞窟。
《東方幻想鄉 ～ Lotus Land Story.》第1-3關中神社的後山及後山的湖，《東方怪綺談 ～ Mystic Square.》第1關中通往魔界的洞窟，還有《紅魔鄉》夜晚時的神社背面，這些作品都分別用了這些位置成為舞台。
外界的博麗神社
由於博麗神社位於幻想鄉的邊界，所以同樣存在於外界。由於博麗大結界是常識的結界，持有外界知識的人將博麗神社視為在外界的，而持有幻想鄉知識的人則視為在幻想鄉內的。不過自從博麗大結界成立以來就沒有人知道神社在外界的樣子，現在也沒有人去研究這件事。不過在《香霖堂》中記述，霖之助曾在結界減弱之際飛越結界到幻想鄉以外，望向神社看見有很多人聚集在那裡。《蓮台野夜行》的宇佐見蓮子也有計劃過前往（外界的）博麗神社。

### 紅魔館
紅魔館（日语：／）是在妖怪之山的山腳，霧之湖畔建立的洋館。紅色少窗，館前的通道也是一片紅色。有一座鐘樓，裡面比外見為大，並設有地下室。館的主人是蕾米莉亞·斯卡蕾特，不過由於主人是「小孩子」，實際管理著紅魔館的是女僕長十六夜咲夜。門前有紅美鈴看守，防止湖上的妖精入侵紅魔館。芙蘭朵露·斯卡蕾特被姐姐蕾米莉亞軟禁在館內的房間內。另外館內住著一些妖精女僕。館內被咲夜變得比外見更寬廣（操蹤時間的能力也有操蹤空間的效果）。
《紅魔鄉》第3-6關，以及Extra關都是以紅魔館作為舞台的。
大圖書館
紅魔館地下的大圖書館，似無正式名稱，而被認為的正式名與全名為「巴瓦魯魔法圖書館」（ヴワル魔法図書館）。帕秋莉·諾雷姬終日都在這裡閱讀書本，像個書齋一樣。圖書館內既不通風也不通陽光，彌漫著陣陣霉味。藏書大部分都是魔導書，當中更有些是帕秋莉自己書寫的。亦有混雜一些不是魔導書的書，當中多數是外界的書本。
《紅魔鄉》第4關就是以大圖書館作為舞台的。

### 冥界
冥界（日语：／）是閻羅王判決幽靈轉生或成佛之前幽靈逗留的場所。界內雖然有蟲靈，但牠們不會叫，有些活的植物混雜著植物的靈魂在此養殖。由於天界已滿，幽靈無法成佛，冥界因此擠滿幽靈，而且由於將幽靈送往外界的話會引起騷動，因此閻羅王將冥界擴張，現在冥界非常廣闊。冥界透過結界連接著彼岸、地獄、天界，「春雪異變」後這個結界消失，到八雲紫再次建立結界之前，這裡成為了眾鬼猖獗跋扈的無法地帶。
《萃夢想》中，冥界的墓地作為了魂魄妖夢關卡的舞台。
幽冥結界（日语：／）
現世與冥界間的結界。正常來說無法越過它，但在「春雪異變」後，不知為何八雲紫不重新建立，使得冥界可與幻想鄉直接相通。所以使得幽靈來到幻想鄉，引發更多的異變。幽明結界處於上，東邊的博麗神社則處於下的位置。
《妖妖夢》第4關的末段，以及《花映塚》對普利森瑞柏三姊妹的關卡都以此處作為舞台。
白玉樓的樓梯
通往白玉樓的一段很長的樓梯。
《妖妖夢》第5關、Extra、Phantasm、《神靈廟》第一關都以此處作為舞台。在《花映塚》則作為魂魄妖夢關卡的舞台。
白玉樓（日语：／）
白玉樓是位於冥界的日式大宅。號稱有二百由旬般大。屋主是西行寺幽幽子，也有庭師兼護衛的魂魄妖夢以及不少幽靈住在這裡。白玉樓有很大的庭園，當中種滿櫻花，到春天時大片櫻花盛放，使這裡成為妖怪、幽靈、人類的人氣觀光點。
《妖妖夢》第6關就是以白玉樓的庭園作為舞台的。
西行妖（日语：／）
西行妖是位於白玉樓的一棵有妖力的櫻花樹。千年前一名在幻想鄉的「歌聖」在壽命將盡時，希望在這棵櫻花樹下永遠長眠。於是，那棵櫻花樹越來越漂亮的盛開，越開越廣，使更多人在此過世，使得此樹得到妖力。但自從幽幽子在白玉樓定居之後，都未見西行妖再開花。原因是以前此樹就已封印著一具屍體，亦即西行寺幽幽子的屍體，使她永遠不會轉生、消滅。若把封印解開，幽幽子將會再次進入輪迴轉世的循環。「春雪異變」中幽幽子收集春度企圖使該亡駭復活，但因為封印消失的話幽幽子本人也會消失，所以註定失敗，該櫻花樹是永遠無法開花的。
在《妖妖夢》《永夜抄》《神靈廟》以及《東方文花帖 ～ Shoot the Bullet.》中幽幽子發動符卡時，背景會出現西行妖。
雖然在《花映塚》中借用了西行妖的名稱作為Extra關卡的稱呼，但西行妖本身並沒有在作中登場。

### 迷途竹林
迷途竹林（日语：／）是幻想鄉中位於人間之里與妖怪之山相反方向、生滿竹樹的竹林。這裡彌漫著濃霧，而且每天都因竹林的生長使得當地環境不停變化，加上有著一定的坡度，使得來到這裡的妖精們都迷路。以前被稱作「高草郡」，相傳因為一次海嘯而使此地在幻想鄉出現。竹林內建有永遠亭，因幡帝自稱是竹林中的主人，與永琳一起阻止永遠亭被一般人進入。在《永夜抄》之後，藤原妹紅在這裡充當人類的帶路人，為來到這裡的人類帶路。
《永夜抄》第4關、Extra都是以此處作為舞台。
永遠亭（日语：／）
永遠亭是在竹林中不為人知的地方建立的房屋。輝夜、永琳、鈴仙、帝還有很多兔都住在這裡。原本這裡只是永琳與輝夜居住的地方，一直以來不見歷史記載，自從「永夜異變」後開始為人所知。它無論在外圍和內部，都永不腐朽，一直都是維持著一開始的樣子，這就是永遠的由來。。
《永夜抄》第5、6關都是以此處作為舞台。

### 無緣塚
穿過魔法森林，再走過再思之道，即可到達無緣塚（日语：／）。位於結界破隙中與結界的交點，連接著冥界與三途川，有時會在此處找到外界的物品。在幻想鄉，是眾多妖怪的忌所之地，通稱最危險的地方。這裡有稱為「紫櫻」的妖櫻樹，眾樹開花，是冥界之櫻無法比擬的，櫻花紛紛落下，此景是身為人或妖怪都是催人落淚的。
《花映塚》對四季映姬·亞瑪撒那度的關卡便以此處作為舞台。
再思之道（日语：／）
穿過魔法森林之後可看見連接無緣塚的再思之道。秋季時周圍會有石蒜盛開。想放棄生命的人來到這裡受石蒜的氣味影響後，在多種感覺的刺激下，都會回復人生鬥志，所以此處被稱為「再思之道」。
《花映塚》對小野塚小町的關卡便以此處作為舞台。

### 彼岸
彼岸（日语：／），走過三途川後可到達的死後世界。由包括十王的是非曲直廳成員管轄，作為十王與配下的審判官（閻羅王）們以輪班制的方式持續進行著審判幽靈的工作場所。在幻想鄉則由四季映姬擔任。
中有之道（中有の道）
妖怪之山內通往三途川的路，活人也可以前往。路上有各種商店提供服務，這些商店不只為死者提供服務，還為活人們提供服務，收入為冥界解決財政問題。
三途川（三途の川）
中有之道對出，作為彼岸與現世的交界的河流。雖然這是淡水河，但這裡生活了各種已絕種的水中生物。河上浮有一條船，由小野塚小町擔當船長，載著幽靈渡過河流。除了死神用的船隻以及其乘坐死神和幽靈，沒有任何東西能在三途川中浮起來，進入三途川的物品必定沉到川底。
地獄
閻羅王裁定有罪的幽靈們會去到的地方。隸屬十王的鬼神長與他配下的鬼們在這裡對幽靈進行懲罰。

### 妖怪之山
在幻想鄉之中一般會以「山」稱呼妖怪之山（日语：／）。很多古老的妖怪與神明都住在這裡，在這裡建立了一個異於其他人類和妖怪的文化社會。當中的天狗和河童持有媲美外界的高科技。這是當幻想鄉還有鬼居住的時候，由率領天狗的鬼神們建立的社會為基礎，組成的一個特別的社會。他們的團結力很強，而且遇到外邊來的人，會加以排斥、驅趕。
山的裏側有通往三途川的中有之道，山腰有「大蟾蜍之池」。另外，妖怪之山的瀑布是流向霧之湖的。
大蟾蜍之池（日语：／）
妖怪之山內浮著蓮花的池。這裡比較靠近妖怪之山入口，靠近這裡的外來人會被山中的妖怪驅趕。平時也會見到琪露諾把這裡作為她冷凍、解凍青蛙的遊樂場。
沼澤內住有的大蟾蜍，據說只要在大蟾蜍的小祠堂中奉上供品大蟾蜍就會尾隨在後，保護人類免於妖怪侵犯。
《花映塚》對射命丸文的關卡便以此處作為舞台。
守矢神社、風神之湖
守矢神社（日语：／）是妖怪之山上建立的神社，內有風祝東風谷早苗、神祇八坂神奈子、洩矢諏訪子住在這裡。原本是在外界建立的神社，因為神社在外界缺乏人的信仰，八坂神奈子為此計劃取得妖怪的信仰，將風神之湖一起移入幻想鄉，直到現在。表面上是供奉八坂神奈子，實際上只有洩矢諏訪子被供奉，守矢神社便是兩位神祇合作經營而成。
《風神錄》第5、6關，以及《地靈殿》Extra關便以此處作為舞台。

### 天界
成佛的幽靈、或是人類經過修練，斷除一切慾望後可前往，供天人及天女居住的地方。天界在離地極高的空中。天界的食物方面雖然這裡只有桃，不過這些桃有鍛鍊身體的效果。這裡分成了幾個世界，總加起來比冥界更寬闊。「幻想鄉緣起」記載天界是存在於冥界，位於冥界的高空上。有說現在由於天界呈飽和狀態，所以對幽靈有著所謂的成佛限制。八雲紫則不認同，她認為這是因為天界很狹窄而作的一個謊話。
有頂天（日语：／）
天界的其中一部分。別名「非想天」，位於妖怪之山的高空中。

### 地底界
地靈居住的地下世界。幻想鄉人類人口的暴漲引發妖怪之間爭論之時，賢者八雲紫提出人妖共存和維持平衡的生存方式雖然得到大多數幻想鄉居民的認可，也同時有部分妖怪並不認可，於是它們遷居於地下，並與八雲紫等協定互不干涉，從而形成地底界。隨著地下泉異變的解決，地底的妖怪們逐漸接受了地上的共存方式，不再強行阻攔地上居民前往地底，同時偶爾也會到地上行動。
地底界的妖怪通常擁有對人類較危險、恐怖的能力（詛咒的能力），但對地面上的妖怪就沒什麼大不了了。
舊都（日语：／）
以前為地獄的一部分。鬼、或是持有強大力量的妖怪都有住在這裡。外觀就和江戶市集一樣，充斥著居酒屋、庭樓，甚至比幻想鄉繁華。
地靈殿（日语：／）
由古明地覺在灼熱地獄上建立的中央溫控中心，內裏住有大量寵物，包括火焰貓燐、靈烏路空等，功能上有效管理了地獄的溫度以及數以千計的怨靈。目前是由核能來進行調溫。
裡面格局充滿棋盤紅磚和彩色玻璃，有濃烈的西洋風格。中庭則是巨大的火爐，上面有天窗散熱。
因為沒有妖怪和鬼的騷擾，加上這裡已經不是懲處罪人的地獄（舊地獄遺址一部份），地靈殿已經變成了覺的寵物和怨靈們的遊樂場所。
東方地靈殿第四、五、最終關的背景。第四關是在地靈殿大廳；第五關是在中庭；最終關是中庭的天窗。

### 魔法森林
魔法森林（日语：／）是聚集著幻想鄉中的「魔」的森林。幻想之中一般以「森林」稱呼「魔法森林」。這森林有妖氣彌漫，飄著妖菇的孢子，形成普通人不能忍受的瘴氣，不單是人，連妖怪也不想靠近。能忍受這裡的瘴氣的人類則能夠住在這裡，可以保自己不受妖怪襲擊。另外那些妖菇的孢子帶來的幻覺，其實也可以提高人類的魔力，所以立志使為魔法使的人都會前來這裡居住。森林內有霧雨魔理沙的家「霧雨魔法店」、愛麗絲·瑪格特洛伊德居住的「瑪格特洛伊德宅」（マーガトロイド邸）、光之三妖精居住的「在沒有盡頭的前方屹立的樹」（果てしなく前から立っている大木）。森林的入口則有古代道具屋「香霖堂」。
玄武之澤
魔法森林附近的溪流。崖邊可見到玄武岩的柱狀節理。附近有無數洞穴，其中有祭祀玄武的、有光苔生長的等等。這地是由很久以前妖怪之山的一次火山爆發而形成的。

### 人間之里
人間之里（日语：／），一般簡稱「里」，幻想鄉大部分人類都住在這裡。這裡有妖怪的賢者保護人類不受妖怪襲擊。里內有河童所雕造的龍神石像，石像中眼睛可用作測量天氣，準確度達70%左右。里中也有專門服務妖怪的商店，人類的博麗靈夢、十六夜咲夜，或是妖怪的八雲紫（實際上大多數時候是派遣其式神八雲藍）、風見幽香都會來這裡購物。上白澤慧音在這裡開設私塾居住，稗田阿求也住在里中。另外，霧雨魔理沙的故鄉－大道具店「霧雨店」也在人間之里中。
香霖堂（日语：／）
香霖堂是由森近霖之助經營的舊物店，位於博麗神社、人間之里、魔法森林之間。雖然有很多外界的物品（例如個人電腦、數位相機、爐等等），不過展示的貨品都不會列出價錢，店內大部分也是非賣品。
《東方香霖堂 〜 Curiosities of Lotus Asia.》主要以這裡作為舞台。

### 命蓮寺
命蓮寺（日语：／）是妖怪尼僧聖 白蓮以她的弟弟「命蓮」命名的妖怪寺院。功能是供妖怪和人類參拜，創造一個人類與妖怪都能和平共處的世界。實際上的功能是封印住寺院底下的「大祀廟」。裡面的妖怪僧基本上和一般寺院的僧侶沒麼兩樣，早上出來打掃、誦經，晚上出來嚇嚇人，但基本上是不會害人的。後院就是墳場，一些必須以嚇人為糧食的妖怪也會居住在這裡。穿過墳場後會到達鐘乳石洞穴，大祀廟位居於此，並由邪仙霍青娥守護。
聖輦船（日语：／）
由舟幽靈村紗 水蜜駕駛的飛船。原本是白蓮為了讓她離開原本海域而下的「令」。
依照故事演進，聖輦船被用來當作承載命蓮寺香客的交通工具。

### 魔界
法界（日语：／）
由大尼公魔法使聖白蓮創造的世界，方位位於魔界的上空。依照白蓮所崇信的「法」訂定出規則，無論何種生命，在法界一律平等，包括人纇、妖怪、一切的魔界生物。但事實上人類根本無法到達法界，因此法界住的全都是妖怪。因為法界也是魔界的一部分，因此人類在法界待久了，有可能變成妖怪（基本上是魔法使）。但即使變成妖怪，心靈與精神在法界都能的到平靜，幾乎是一個涅槃的世界。

### 仙界
仙人居住的平行世界，裡面的空間會無限延展，可任意連接顯界。神子將道場設立於此。
夢殿大祀廟
命蓮寺的另一個功能是封印住大祀廟。封印大祀廟的主意是納茲琳發現命蓮寺落成前的地底下有著什麼寶物，白蓮一探究竟，發現「地底似乎有很具威脅性的東西」，便將命蓮寺蓋在大祀廟正上方。
聖人豐聰耳神子將大祀廟移駕於此，原因是神子的種種事蹟幾乎化為傳說，甚至被遺忘。神子與物部氏的道士物部布都長眠予此，而邪仙青娥娘娘守護著祂們的大體，直到祂們兩個甦醒的一天。
事情並未如此順利。妖怪們懼怕這位聖人的甦醒，再者，如果屍解術成功了這位聖人將不再死亡，勢必對妖怪造成威脅，因此命蓮寺的落成封印了大祀廟。但神子還是在千年的沉睡中甦醒，命蓮寺的計畫告吹。
現在的大祀廟成為了幻想鄉另一股崛起的宗教勢力。
大祀廟裡收藏著許多寶物、法器，以及為數眾多的「小神靈」。
「夢殿」名字是來自於法隆寺其中一殿，裡面安置著聖德太子的救世觀音像（神子其中一張符卡）。但「大祀『廟』」點明了這並不是佛教的寺廟，而是道教的廟宇。

### 其他
霧之湖（霧の湖）
妖怪之山山腳附近的一個終日被濃霧包圍的湖。妖怪之山的水會流向這裡。雖然霧使得這裡能見度很低，但以面積來說，環繞湖步行一週大概需一小時。
《紅魔鄉》的第2、3關，以及《花映塚》對琪露諾的關卡都以此處作為舞台。
荒廢洋館（廃洋館）
霧之湖附近，與紅魔館相反方向的一個騷靈屋。普利森瑞柏三姊妹住在這裡。原本是外界「普利森瑞柏伯爵」居住的屋子。
無名之丘（無名の丘）
與妖怪之山正反方向的一個低山草原。在春天時會有鈴蘭盛開。「無名之丘」這個名字的來源是由於以前未有博麗大結界的時候，人們會把未起名的嬰兒丟在這裡讓他們被鈴蘭毒氣毒死，故而得名。
《花映塚》對梅蒂森·梅蘭可莉的關卡以此處作為舞台。
太陽花田
妖怪之山反面內呈鉢狀的草地。在夏天時會有向日葵盛開。妖怪和普利森瑞柏的樂隊在夏天的夜晚都會在此舉行演奏會。
《花映塚》對風見幽香的關卡以此處作為舞台。
貓棲息的村落（マヨヒガ）
遠離人里的一個深山村落。住著一群由橙領導的貓。
八雲家
位置不明，但有推测位於幻想鄉的東北邊，與博麗神社一樣位於大結界邊緣的一個古舊屋子。八雲紫和八雲藍都住在這裡。屋內放有外界的書本和道具。也有推测在八云紫的隙间中。
另外《花映塚》中有「妖怪獸道」和「幻草原」兩個地名出現，但它們的所在位置則不明。

## 主要的種族

### 人類
一般指幻想鄉中原本的住人。他們所佔的人口比妖怪為少，在人間之里中的規模也是很小。他們的文明進度自從江戶時代後便完全停止，只不過仍然能夠因外界的物品流入而得以接觸現代的科技產物。他們一般來說都不會有強大的力量，即使擁有強大的力量也會避開與他人一起生活。
人類在幻想鄉是非常弱小的存在，即使擁有高於妖怪的精神力，但肉體卻是不堪一擊，因大部分的人類都聚落在受妖怪賢者保護的人之里。雖說人類是弱小的存在，但在幻想鄉還是有存在的重要性，神奈子便引述外界「動物園」和「外界人」的關係。
現人神
繼承、借用、轉世，而得到神祇的力量者，即為現人神。現人神並不是妖怪，但也和妖怪相去不遠，其力量足以和妖怪匹敵。所謂風祝、聖人，即為現人神的一種。

### 妖怪
妖怪（狹義）
一般指非人類有一定的妖力並且沒有像天狗或是河童般被特別分類為「妖怪」的妖怪，即使是人類也有可能成為妖怪，妖怪一般壽命比人類更為長久，但是精神力卻非常薄弱。
妖怪的本體是精神，也就是人類的恐懼感，因為肉身不是本體，因此能在短時間復原。妖怪的「死亡」就是被人類遺忘、被科學取代... ...等，這樣一來妖怪便會「消失」，也就是死亡。因此妖怪的弱點正好與人類形成互補。
魔法使
擁有人類的外形，但是所有的一切以魔法來牽動的一種妖怪，只要魔力充足，一般不需要進食與睡眠，最接近人類的一種種族。也有分成先天性和後天性的魔法使，後者多為人類經由學習而變成的魔法使，但是要變成魔法使前須先習得以魔力補充身體所需的魔法才能成為一般的魔法使，前者則要習得捨食魔法後肉體的成長才會完全停止，成為完全的魔法使。妖怪當中不太會襲擊人類的一種。頂多會偷拐一些大型牲畜活祭，或賣一些用途不明的魔法道具。
通常魔法使會常用到一些重金屬、水銀之類的毒物作為提煉或媒介，因此他們的體力都相當差。
魔法書
魔法道具的一種。不懂魔法的人類、妖怪會看不懂上面的文字。「書」只不過是外表，實際上魔法書是牽動魔法的一種鑰匙。
人偶
或稱「人形」。一般都是被人類操縱與製作的個體，通常不能依靠自己的力量行動。可以被當成使魔或武器。一般來說人偶是無生命的，但也可能是有生命的，有生命的人偶基本上就算是妖怪了（自律型人偶）。
妖獸
妖怪化了的動物。外表為獸，卻擁有人類智慧的妖怪。雖然精神能力比一般妖怪強，但肉體卻來得脆弱。其妖獸多半為普通野獸的首領，有一說法是尾巴的數量反映了該妖獸的力量。
獸人
在非特定的情況下一般為人形，但是受到特定的環境因素例如出現滿月等便會換化成獸的一種種族，此種族分為先天性與後天性，分別為前者出生便擁有這種能力，後者多數是因為受到詛咒或是魔法等所產生的能力，多半的獸人因為保有人類的理性與智慧所以較少會攻擊人類。
吸血鬼
如同外界的吸血鬼，其基本也是由外界所遷入的種族，原本非常兇暴，但因受到幻想鄉中其他妖怪的牽制，現今以較緩和，較少會去攻擊或是食用人類，有一些更會和人類成為朋友。基本害怕陽光、流水的本質並沒有變化，除此之外其力量之強大非常驚人，受傷的恢復速度很快。
亡靈
無法成佛的幽靈，外表保有死前的模樣，和幽靈不同，有著與正常人一樣的體溫，可以對談以及觸摸，但自己亦不能直接穿越物體。一般亡靈都會被送去冥界或是地獄，無法輪迴及轉世。與亡靈接觸太久，可能會死亡。亡靈積存過多怨念就會變成怨靈，怨靈對人類和妖怪都是有害的。通常亡靈會將自己的屍體藏起來不讓人發現，但只要找出他的身體將他供奉就能致退了。
天狗
住在山裡，其地位被神格化的一種妖怪，天狗的種類非常的多，其階級地位也非常分明，有小團體意識，容易排外（尤其是木葉天狗），群體意識和向心力都異常的強。此種階級系統是之前鬼所留下的，除了這點，連酒量都和鬼一樣豪邁。
天狗的首領是天魔，其下有大天狗、烏鴉天狗、木葉天狗（白狼天狗）、山伏天狗、高鼻天狗，每隻天狗都會有瞬間移動或念力之類的超能力。
- 大天狗：僅次於天魔地位的天狗，主要負責管理。
- 烏鴉天狗：飛行速度無人能及，工作大多是情報處理和跑腿。常常利用他們與生俱來的速度偷拍，雖然受不了也只好認了。
- 木葉天狗：主要負責警衛。但也沒什麼人會去妖怪之山，因此天狗警衛都蠻閒的。
- 山伏天狗：主要負責印刷。
- 高鼻天狗：主要負責業務。

河童
棲息在妖怪之山溪流中的妖怪，雙手靈巧，精通於製作道具，天狗的相機便是河童的發明之一，擅長游泳，很少出現在人類面前，被發現多半也會逃走。冬天會棲息在結冰的湖底，湖底的溫度對河童來說相當溫暖。
擅長電子高科技，建築學也略知一二（但擅長建築學的其實是土蜘蛛）。
河童有所謂的「通背」，通背就是一種能把手伸長的道具，外型就像是彈簧手臂一樣，但那東西可以挖去尻子玉。
只要被河童挖去尻子玉會死亡，在河床附近都是牠們的領域，玩水時請特別注意，也請留意千萬不要接近河童的基地。
河童會不定期在妖怪之山舉辦發明展（也就是3C展），有相機、電腦、吸塵器、還有挖尻子玉機（沒意義的發明）。
如果河童捨棄河川入住山林的話，就會變成「山童」。
鬼
過去居住在妖怪之山，使役天狗、河童的一群妖怪。跟人類處的不太好，甚至還發生過幾次大戰，喜歡攻擊人類，有興趣的便會直接抓走。其力量較人類強大，過去常常攻擊人類的村落，吃人、劫酒，人類不堪其害。
但人類也不是省油的燈，人類之中也培育出致退鬼的專家。人類致退鬼、鬼攻擊人類，最後人類和鬼之間形成平衡。
現在的幻想鄉已經沒有鬼住在妖怪之山了。
很講義氣，個性也豪邁，但是好酒、也好戰。害怕炒過的大豆、不會說謊是他們的弱點。
現在大多的鬼與八雲紫等地上的賢者訂定「地上的妖怪不進入地下，而鬼負責讓地底的怨靈不跑到地上」的約定，居住在地底的舊地獄遺址並建立都市。

### 其他種族
妖精
在幻想鄉中隨處可見的一種大自然的具現，妖精種類繁多，但大部分都不太友善，一個地區的妖精數量以及其凶暴程度通常也能反映該地區的危險程度。大部分喜歡惡作劇或幫人類帶路，但是並不會聰明到哪裡去。生命不長，但很快便會轉生。當異變發生的時候，他們的力量會大幅增強。
幽靈
生物死後的靈魂，外表類似日本的幽魂，成漂浮球狀，沒辦法說話，在幻想鄉到處都可以看的見幽靈，出沒在陰暗潮濕的環境。幽靈體溫很低，一個不小心被穿透可能會凍傷，這就是鬼屋在夏季正午還能很涼爽的緣故。幽靈通常是由幽幽子或妖夢進行管理。
另外，如果幽靈在被死神帶走前，屍體被妖怪拖走的話，就會變成怨靈，會附於人和動物身上，控制其心靈。一般來說怨靈是被封鎖在地下的，在地上是看不到的。
怨靈
懷有強大執念的幽靈會黑化為怨靈。地面以上的怨靈又稱為地縛靈、念縛靈。地縛靈通常會在死亡地點徘徊，念縛靈則能到處移動，無法超生的祂們會啃食生靈。被火焰貓燐送入地府的屍體也會成為怨靈，是由地靈殿管理，地底的怨靈只有極少的機率才會出現在地面，因此對人間沒有太大的影響。如果怨靈的怨恨消去，自然就會退化為亡靈。
如果放任怨靈依憑人類或妖怪，會導致同族之間互相怨恨或猜忌，這樣一來人類就會對妖怪失去恐懼，妖怪便會間接受到波及，因此怨靈最大的受害者其實是妖怪。
因為地底噴泉異變，是地面上的怨靈增多了。這一切多虧了守矢神社的神明。
蓬萊人
服用過蓬萊仙藥的人類，便會成為蓬萊人。成為蓬萊人後除了毛髮和記憶外，身體上的成長機能會停止，並且不老不死，即使化作灰燼，隔天又會再次回復原貌。雖然不老不死，但疼痛感仍在，因此劇烈疼痛也是會昏倒，體力也不會因為鍛鍊而隨之成長。蓬萊仙藥會儲存在人類的肝臟，因此吃下蓬萊人的新鮮生肝也會變得不老不死，但蓬萊人的肉對亡靈來說卻是劇毒。
神祇
存在於任何地方，和人類擁有極為密切關係的神，一般傳說的八百萬之神是一種比喻，實際上他們的數量是遠遠超過八百萬名的。神的一切，包括能量與力量都是來自於人的信仰，沒有信仰即沒有神德，神便與死亡無異；但相對的，得到眾多信仰力的神，力量將會無限的增長。因此神是幻想鄉內唯一力量可以是無上限，也可以是最無底限的種族。
另外，得到信仰心的神必須回饋給信眾「神德」，所謂神德就是指神賜予力量給信眾，如果只是單靠恐懼、威嚴而存在的神，很快就會淪落為妖怪。
付喪神
寄宿在長期使用道具上的神靈稱為付喪神，付喪神的神性會因為時間而改變性質。
雖然名義上是神明，但本質上和妖怪是一樣的。道具應當好好使用並保養，道具上的神明是不會因為道具損壞而化為付喪神的，要丟棄時也必須好好祭祀除靈。
龍
幻想鄉中最高的一種存在，甚至超越了一般的神祇，能無視大結界，自由出現在任何地方，包括外界、冥界、天界及地獄，一般是不會出現的，只有發生大事的時候才會出現，最後一次出現是在博麗大結界張開時。
仙人
經過特別的修行而得到超越常人能力的人類，其壽命能夠到數百或是數千以上，一旦停止修行，肉體馬上便會化為灰燼。仙人基本上就是人類老年的肉體，而且有百年千年之久，雖然本質非常脆弱，但大多仙人會用外丹術讓自己金鋼不壞。
與天人相反，仙人的肉是妖怪的最愛。仙人的生活極為樸素，除了修練以外就是修行了，因為經過長時間的修行，仙人一般都具有與妖怪匹敵的能力。通常仙人不太接近人類，因此會在深山裡修行。但遇到人類被妖怪追殺時還是會伸出援手。
仙人畢竟還是人類，活超過自己本身的歲數是不允許的，因此大約每隔100年就會有地獄派來的刺客負責暗殺仙人將祂帶回地獄。刺客大多是死神。當然，道術高強的仙人可以逃過一劫，或者說這已經變成仙人的一種餘興。
邪仙
仙人必須拋除所有的人欲，但對於現世還存有過度留戀，甚至會做出一些雞鳴狗盜醜事的仙人，會被貶為邪仙。成為邪仙就無法成為天人，但一樣擁有仙人般強大的能力，甚至超越天人。邪仙對於力量、錢財還很執著，會被邪仙纏上的人可能都是箇中強者或是家財萬貫的富豪。和仙人不同，邪仙非常邪惡，可能比妖怪還邪惡，這點一定要注意。
屍解仙
利用「屍解」成為的仙人，為最低等的仙人（一般的仙人是靠外丹術修道成仙）。首先讓身體呈現假死，並讓靈魂依附在事先準備好的道具上，再來就是等待復活的時機。屍解仙也是有壽命的，但仙人的壽命不會短到哪裡去。同樣能經過修練成為天人。
殭屍
因為術師而復活的屍體，身體受人操縱（通過頭上的符咒）。通常殭屍因為已經產生屍僵而無法做出大幅度的關節活動，因此殭屍的活動力和範圍都很有限，但也是目前唯一會在戰鬥中自我復原的種族，而且擁有媲美鬼族的蠻力。分類上也能歸類為妖怪。
神靈
亡靈中被推崇為神者，其姿態無法被一般人發覺，必須靠巫女來做為溝通的橋樑。
神靈也有可能是一般人慾望的具現化，這類的神靈並非亡靈。如果只是小小的願望，祂們只會一下子出現、一下消失，但慾望過於龐大時會大量出現，但對人類無害，經過一段時間就會消失。
式神
種類相當多，由法力高強者所製作與驅使的靈體或妖怪。式神的主人通常也擁有強大的靈力與運算能力。
說穿了就是在妖怪身上加入術式，也就是「軟體」。
還有一點特別注意，式神很怕水（因此幻想鄉有一說「電腦」也是式神，因為同樣很怕水）。

### 動植物
由於幻想鄉在原本未被結界從日本的山裏分隔出來，所以大部分動植物也是日本的品種。有些妖怪化了的動物會作為一個動物族群的領導者。而外界正在減少的動植物品種，近年來幻想鄉則有所增加，像是螢火蟲或朱鷺等。

### 幻想鄉外的主要種族
外來人
幻想鄉以外的人類皆稱為外來人，但偶爾會有穿過結界的外來人，一般都會被妖怪吃掉，或是被送到博麗神社歸還外界，當然也有選擇留在幻想鄉的。
死神
地獄閻羅王的助手，其工作有負責紀錄並管理人類的壽命、為出來地獄的幽靈帶路、在三途川上做導遊等等工作，一般會看見大鐮刀是因為人類的印象所以去拿的。有時他們會被歸類到妖怪之中。
閻魔
替生物進行死後審判的存在，因為人類越來越多，原本的閻魔十王找尋了世界各地想要成為閻羅王的地藏來解決人手不足的狀況。因為閻魔邊都會擁有淨玻璃之鏡，一切個人資料都無法隱藏，故能迅速的公正判決該人需要派到冥界、天界、或地獄。有時會將他們分類為神或妖怪。
天人
居住在天界的人類，從輪迴中脫離的存在，此為仙人經過漫長的修行後習得不老不死，直接前往天界而形成。人死後成佛或神格化也能成為仙人，但是沒有肉體，無法直接在人間界現身，其住所位於冥界相當高的高空上。他們的肉對妖怪來說是一種劇毒，不擔心受到妖怪攻擊。
天人的精神已經化為無欲的境界，無欲的生命便形同死亡。因此在另一方面，天人也是死人的一種。
生活上就是無憂無慮，每天吃飽睡、睡飽吃，不必辛苦工作。不過精神修練方面卻是很艱辛的過程。
月人
在月球的結界底下生活的居民，自稱為「高貴之民」。月人不存在「汙穢」，因此不會死亡、輪迴、轉生，所以察覺不到亡靈的存在（亡靈本身已化為「淨土」）。鄙視著地球上一切的生命，認為生物活著就是種罪孽。
從八雲紫的口中得知，太陽內也是有住人的，也是像月人一樣住在結界內部。
月兔
住在月球上的兔。雖然現在月球的文明也是發展成以精神為主，但是在物質的方面，玉兔卻是被月民奴役，像道具一樣作為他們的勞動力。玉兔們會被委派各種工作，最常見是耕作，其次是打掃、搗藥、或是作為使者往返月球和地球之間。

## 關於外界
作者曾表明外邊的世界就是現代。不過創作時都有將歷史事件或神話加進作品內。

### 與現實世界的關連
《花映塚》中，「花的異變」是每60年發生一次的由來是因為外界的人類大量死亡的緣故。2005年是戰後的60年。所以，60年前的那一次異變大概是第二次世界大戰造成，而《花映塚》時發生的異變，是《花映塚》發售時最近發生的伊拉克戰爭、恐怖主義、蘇門答臘地震等等事件造成。但是因為這些事件比起第二次世界大戰中的規模比較小，所以並不能斷定是由以上原因造成的。
《永夜抄》中，鈴仙以地上人進攻月球的理由由月球逃到地上是因為阿波羅計畫的緣故。《儚月抄》第1話就提到，地上人慘敗於月球人先進的科技之下。
《香霖堂》第1話提到，博麗大結界張開時正值外界日本的明治時代。《永夜抄》的中蓬萊山輝夜一項中提到，《永夜抄》當時博麗大結界已張開了百多年了。
《铃奈庵》第6话提到外界的柏林墙倒塌和苏联解体。

## 關於神隱
前面提到，外界人正常來說都不會進入到幻想鄉。不過當外界人因某些原因而進入了幻想鄉時，這些現象就被稱為神隱。雖然他們很難在生存之下回到外界，不過若他們能夠去到博麗神社的話，則可順利回到外界。但他們去過幻想鄉的事，外界的人們也不會相信的。還有，當中少數住在人間之里的人，帶來了幺樂(幻想鄉中指FM音源)或足球等等外來的文化。
神隱的主要原因是因為八雲紫以自身的能力，自由把空間變出一條裂縫，將人類捉進去而造成的。
除了八雲紫造成的神隱外，還有因量子力學現象而使得外界人迷失在幻想鄉內。月球人綿月豐姬熟悉這個原理，修得了能作成連接地上的穴的能力。浦島太郎說，住在海上的人迷失在月都的現象就被稱為神隱。

## 月球的世界與居民
月球發出的魔力與狂氣是地上的魔法與妖怪的起源。雖然現在升上空中的月亮與古代的不同，但滿月的光仍對一些妖怪非常重要。
住在地上的蓬萊山輝夜（月球上稱為）、鈴仙·優曇華院·稻葉（月球上稱為）、八意永琳（月球上稱為、的部分似乎是地上人不能發出的音調）三人都是出身於月球。月球上的人視地上的人為「賤民」，《永夜抄》時輝夜、永琳、鈴仙都對地上人有這樣的態度。但《永夜抄》之後輝夜佩服了地上的人妖們的實力，與地上的人妖們一起像一家人一樣友好地生活下去。
東方Project的世界觀當中，月球人與月兔（稱之為玉兔）在月球的內部像幻想鄉一樣張開了結界靜靜地生活。月球的外面與內面，沒有從地球看見和看不見的分別，外面是被偽裝成沒有空氣與水的世界，在結界中隱藏的就是月球人居住的世界。由於月都被多層結界包圍，所以沒有任何路線可到達月都，絕不可能進入裡面的。月球人是當地上未像現代蔓延「污穢」的時候，一個稱為「月夜見」的賢者帶同信賴得過的親屬從地上帶往「無穢」的月球的末裔。永琳也是當時從地上移往月球的其中一人，她發表過建設月都的主張。現時雖然月球的文明是由物質發展成的一個精神文明，但玉兔似乎被當作工具一樣用作支撐物質的勞動力。月球由於是沒有「污穢」，所以幾乎不存在「壽命」、「陳腐」的事情。另外月球人也以高科技以自誇，在《文花帖》（書籍）中輝夜在永遠亭的「月都萬象展」就展示了「以前就在宇宙飛行的牛車」「一直散發光輝的衣物」「月面探索車」等的月球珍品。雖然不知道那時候的展覽品是否真物，但曾去過「月都萬象展」的稗田阿求也認為月球世界的技術水準非常高。還有「香霖堂」中森近霖之助的獨白提到永琳的醫療技術是去到醫療器具（類似現實世界中X光、麻醉、移植等技術）的程度。以月光編織而成，擁有零質量的「月之羽衣」，可以用於滿月的晚上來往月球與地上，這是玉兔所使用的原始方法。
飲了會不老不死的藥「蓬萊之藥」因為是由「污穢」生出來的，對月球世界來說是不可飲用的禁斷秘藥。1300年前，對地上有興趣的輝夜喝了永琳所作的「蓬萊之藥」，染上了「污穢」而不能在月球上生活了。輝夜被懲罰到地上生活，落到了地上去了。輝夜被赦罪後，感激地上人對她的恩情，加上不能再在月球上生活的，所以不再回到月球，與永琳一起逃亡，來到幻想鄉居住，直到現在。
四十年前，外界正進行阿波羅計劃的時候，身為戰鬥要員的鈴仙在戰鬥前拋棄同伴逃亡到地上，一路上根據聽聞而來到幻想鄉，進入了永遠亭，受輝夜們的保護。那時候阿波羅計劃在持續進行，但有些部分沒有被公佈，那些沒有被公佈的就是地上人戰敗的消息。《永夜抄》之中，由於月兔發出電波要求鈴仙回到月球，準備與地上人作最終決戰，結果就引發了幻想鄉的「永夜異變」。之後，永琳透過鈴仙聽到月兔的訊息，說阿波羅計劃的威脅幾乎已過。（不過，因為月兔所說的是謊言，所以鈴仙誇大、歪曲那個訊息，試著查明真正的情況）
《儚月抄》中，月球上的兔因為聽見「地上的侵略者來到月球上」的傳聞而大為恐慌，陷入了大騷亂。根據傳聞所說，策劃者是在地上失去蹤影的輝夜、永琳，同時她們之中的鈴仙也在玉兔之中作為間諜，像獵巫一樣對玉兔進行著抺殺行為。永琳認為這是有人故意利用了她們的名字來製造的假聞。經過一段時間的分析之後，永琳估計這是月人之間起了內部分裂。
被地上人稱呼為嫦娥的人物（她的真名是地上人無法發音的）似乎因為飲了永琳所作的蓬萊之藥，而被軟禁在月都上。玉兔們為了替嫦娥贖罪，一直都被迫要繼續搗藥。玉兔對此一直都深感不滿，所以不少玉兔都逃亡到地上。《儚月抄》當時就有一隻逃到永遠亭，後來被永琳遣返，最後成為綿月姐妹的寵物，並起名為。當地上人進行名為「嫦娥工程」的登月計劃的時候，月人感到是他們的一大危機。
月之使者的頭領是綿月姐妹。她們是永琳的遠親，受過永琳的教育。當永琳帶了輝夜離開的時候，她們就接替擔任了月之使者之位。
《求聞史紀》中指出，以前八雲紫聚集幻想鄉的妖怪一起入侵月球是為了進行復仇行動，但結果復仇不成，反而被打得落荒而逃。但是在《儚月抄》中，八雲紫為了進行「第二次月面戰爭」，連博麗靈夢也拉了進去加入她的隊伍，最终而偷取到雪见酒回到地面，算是报了第一次战争得耻辱。
在《绀珠传》，为了避免被纯狐侵蚀而冻结了月都，月之民被迁移到梦境中生活，但由于长时间在梦境精神也会被侵蚀，月之民的贤者们利用《深秘录》期间做了一颗神秘珠，来使月都在幻想乡呈现实现迁都。但最终以幻想乡角色击败纯狐和其幕后指使而解决。
《文果真报》中评价月之民“属于最恶劣的那一类。超级排他，超级没自由，虚构的乐园，虽然擅长鄙视别人，但无法容忍自己被当成笨蛋。她们甚至认为其他世界的居民连杂菌都不如。”
月都有着ZUN对中国的印象。
蓬萊之藥
八意永琳使用蓬萊山輝夜作成的藥，能使人不老不死的秘藥。到現時為止已知使用過此藥的人有蓬萊山輝夜、藤原妹紅、嫦娥三人。
當服用此藥之後，肉體會不再老化，就算受到如何嚴重的損傷也能在一夜間復原，就算只剩餘一根毛髮，也能因此藥的作用而完全再生。雖然此藥能使人長生不滅，但是受了傷的時候的疼痛感覺仍在，因此當蓬萊人受到過大的痛楚時，仍然會像正常人一樣昏倒過去。

## 關於PC-98時期的作品
Windows時期的作品設定基本上與PC-98時差不多，但兩者之間的關係其實不算大。魔界及魔族與《妖妖夢》《萃夢想》算是有微小的關係。
幻夢界
現實世界與魔界的分界線。內裏空間像宇宙一樣，不過仍能在這裡呼吸。通往「靈魔殿」的道路就是《封魔錄》第1關的舞台。
靈魔殿
《封魔錄》時魅魔的據點。《封魔錄》第4-6關都以此處作為舞台。
夢幻遺跡
《夢時空》時在博麗神社附近的遺跡。「夢幻遺跡」這名稱是為了吸引人們參觀而起的名稱。其實這是由一個科學非常發達的平行世界而來的「可能性空間移動船」。這裡也是《夢時空》第8、9關的舞台。
夢幻館
在現實世界與夢幻世界之間建立的館。主人為幽香。《幻想鄉》第4-6關都以此處作為舞台。
夢幻世界
惡魔夢月及幻月居住的世界。博麗神社後山的湖可通往此處。《幻想鄉》Extra關卡以此處作為舞台。
魔界
惡魔和魔界人居住的世界。這裡是愛麗絲·瑪格特洛伊德的出生地。整個魔界也是由魔界的創造神－神綺創建的。《靈異傳》的魔界路線，還有《怪綺談》第2-6關都以此地此為舞台。